# Alga (speltillverkare)
Alga AB är ett spelföretag grundat i Stockholm 1917. Det bildades som del av Pressbyrån, köptes senare av Brio och ägs sedan 2015 liksom denna av tyska Ravensburger.

## Historik

### Bakgrund
Alga har sitt ursprung i en fabrik som startade verksamhet 1916 i Vittsjö, med produktion av skrivmaterial och vykort. Man etablerades i juli 1917 som dotterbolag till Pressbyrån då företaget började sälja annat än tidningar och böcker, och Alga fick då hand om företagets distribution av vykort och skrivmaterial. Alga skötte även försäljningen av pappersvaror, tobak, frukt och godis, såsom grossist.
Namnet Alga har sitt ursprung i att de två cheferna tog sina fruars initialer, Anna Lundquist och Anna Gadh. Företaget registrerades 17 oktober 1917, men redan året innan förekom Alga som en enhet inom Pressbyråns planering.
Sommaren 1931 överfördes vykortförsäljningen från Pressbyrån till Alga, i samband med att Alga etablerades som eget bolag skilt från Pressbyrån. Olof Hirsch, son till Otto Hirsch, blev Algas första egna VD. I början av 1932 började man även tillverka egna vykort. 1938 började man tillverka brädspel.

### Utveckling
1940 övertog Pressbyrån själv tillverkningen av vykort, och kopplingen mellan Alga och Pressbyrån bröts av Bonnierkoncernen som var ägare till båda företagen. Det gamla Alga kom senare att ombildas till Bokförlaget Forum, medan speltillverkningen överfördes till ett nytt bolag som övertog företagsnamnet Alga.
Separationen mellan Pressbyrån och Alga skedde sedan den svenska tidningsbranschen valt att köpa Pressbyråns distributionsmonopol av tidningar, efter farhågor om Bonnierkoncernens dominerande position på marknaden. Det var dock Bonniers som behåll varumärket Alga, som det nu började använda för att bygga upp ett stort företag på den växande spelmarknaden.
Alga fick vid starten med sig bland annat spelet Monopol, som Åhlén & Åkerlund lanserat i svensk version 1936 (och 1941 överlämnade till systerföretaget Alga). Man lanserade även storsäljare som Tjuv och polis.
Algas nystart innebar också att AB Algas Konst- och Bokförlag grundades. Här arbetade skribenter, tecknare och formgivare med produktionen av både spel, böcker och tidningar. Detta inkluderade två av de första svenska serietidningarna. Dessa varVeckans Serier, utgiven med 56 nummer 1942–1943, och Algas Serietidning (även kallad Algas Seriebok), som utkom med 11 nummer under perioden 1947–1950.
På 1950-talet följde nya storsäljande brädspel som Jägersro och Oljan. På 1960-talet moderniserades bolaget genom bland annat den nuvarande logotypen, Alga i vit text mot en röd cirkel som bakgrund. Även förpackningarna moderniserades och sloganen "Alla spelar Alga" lanserades. Bolaget flyttade också från Stockholm till skånska Vittsjö, där en ny fabrik och huvudkontor stod färdig vid årssskiftet 1971/1972 – med adress Spelvägen 1. Alga blev samtidigt distributör av leksaker, bland annat Monchhichi.
Under 1980-talet var rollspel populära. Detta ledde till att Alga lanserade det fantasybaserade spelet Drakborgen. Detta blev även det första svenskutvecklade sällskapsspel med internationell spridning, på engelska under namnet Dungeonquest.

### Senare år, medarbetare
Alga ägs sedan hösten 1982 av Brio och verkar under Scanditoy AB. Fabriken i Vittsjö lades ned 2003, och kontoret flyttades till Malmö i samband med att ägarskapet av Brio övertogs av Proventus. Sedan 2015 ägs Brio och Alga (som varumärke) av den tyska pussel- och speltillverkaren Ravensburger.
Gerdt Lundberg var Algas produktutvecklingsshef åren 1974–1980, Dan Glimne på samma post 1980–1989. Bland illustratörer som arbetat för Alga hör Barbro Hennius och Anders Jeppsson (huvudillustratör under två decennier).

## Spel utgivna av Alga (urval)

### Sällskapsspel
- Alfapet
- Assassin
- Bondespelet
- Cluedo
- Datafinans
- Den försvunna diamanten
- Drakborgen
- Finans
- Fiskespelet
- Håtunaleken
- Jägersro
- Karriär
- Memory
- Monopol
- Månvalla
- Nya Bondespelet
- Nya Finans
- Oljan
- Risk
- Sätt sprätt på en miljon
- Tjuv och polis
- Wangaratta
- Wild Life
- Yatzy

### Brädspel
- Backgammon
- Fia
- Hnefatafl
- Kalaha
- Kinaschack
- Luffarschack
- Othello
- Schack
- Solitär

### Spel baserade påTV-program
- Fem myror är fler än fyra elefanter
- Kojak
- Mysteriet på Greveholm
- Teletubbies
- Vem vill bli miljonär?